# John W. Collins

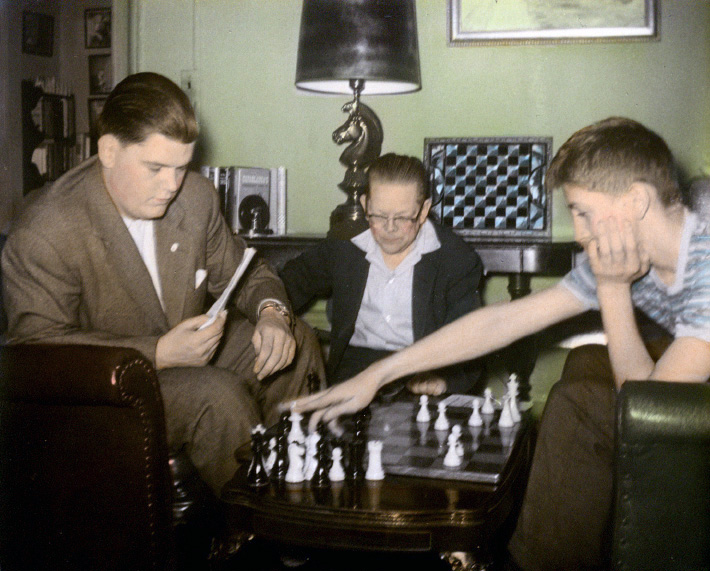
John W. Collins im Hintergrund, am Brett seine Schüler William Lombardy (links) und Bobby Fischer in den 1950er Jahren

John William „Jack“ Collins (* 23. September 1912 in Newburgh, New York; † 2. Dezember 2001 in Manhattan) war ein US-amerikanischer Schachspieler und -trainer.
John W. Collins, auch bekannt als Jack Collins, der in den 1930er Jahren Schachmeister wurde, lebte und arbeitete überwiegend in New York. Collins war der erste Redakteur für Fernschach der amerikanischen Schachzeitung Chess Review (heute Chess Life) und einer der wenigen Spieler, die sowohl im Nahschach als auch im Fernschach Meisterstärke bewiesen: Er gewann die US-Meisterschaft im Fernschach und vertrat die Vereinigten Staaten bei der erstmals ausgetragenen Fernschachweltmeisterschaft. Er blieb bis in die 1960er Jahre aktiver Turnierspieler.
Daneben begann er als Trainer zu arbeiten und hatte zahlreiche amerikanische Talente, darunter Bobby Fischer, William Lombardy, Robert Byrne u. a., unter seinen Schülern. Der US-Schachverband zeichnete Collins als US-Spitzentrainer des 20. Jahrhunderts aus. Collins veröffentlichte eine Vielzahl an Büchern und Artikeln, die wegweisend waren für tausende amerikanische Schachenthusiasten.

## Werke
- My Seven Chess Prodigies (1975)
- Maxims of Chess (1978)
- Modern Chess Openings (als Hrsg. 1957)